# Ōgon Kishi Garo
Ōgon Kishi Garo (黄金騎士牙狼＜GARO＞?) es un videojuego de PlayStation 2 basado en el programa de televisión tokusatsu Garo. Fue publicado por Bandai y lanzado en Japón el 20 de abril de 2006.

## Ediciones
Se lanzaron dos versiones de este juego.
- Normal Edition
  - Contiene el disco del juego, el manual de instrucciones y los folletos estándar.
- Limited Edition
  - además de los objetos encontrados en la Edición Normal, la Edición Limitada viene con una coloración verde 'Madou Fire' del anillo de metal Zaruba de la serie de juguetes Garo "Equip and the Prop Vol. 1".

## Modos
- Modo Garo/Lobo con Colmillos)
- Modo Caballero Oscuro
- Modo Versus
- Modo de desastre único de 500 años
- Modo Galería
- Opciones

## Personajes de Modo Versus
- Garo (Kouga)
- Garo (Taiga)
- Lost Soul Beast Garo
- Zero
- Kouga Saejima
- Taiga Saejima
- Rei Suzumura
- Kodama
- Ishutarb
- Lunarken
- Moloch
- Humpty
- Dantarian
- Gargoyle
- Kiba

## Canciones temáticas
- "Theme of Garo" de Tryforce